# ショーディエール・アパラッシュ地域
ショーディエール・アパラッシュ地域（ショーディエール・アパラッシュちいき、仏語：Chaudière-Appalaches）は、カナダ・ケベック州の地方行政区の1つ。セントローレンス川右岸（南岸）にあり、アメリカ合衆国メイン州と接する。ショーディエール川とアパラチア山脈から名付けられた。

## 行政区分
郡に属さない同等地域（独立市、単一層自治体）としてのレヴィ市と、9つの上層自治体（MRC、郡にあたる）と136の下層自治体（Municipalités、市町村）がある。

### 同等地域
- レヴィ（Lévis）

### 郡と主な市町村
- ボース＝サントル郡（Beauce-Centre、ボース中央郡）：2022年にロベール・クリッシュ郡（Robert-Cliche）から改称[2]。
- ボース＝サルティガン郡（Beauce-Sartigan）
  - サン＝ジョルジュ（Saint-Georges）
- ベルシャス郡（Bellechasse）
- ラ・ヌーヴェル＝ボース郡（La Nouvelle-Beauce）
- レ＝ザパラッシュ郡（Les Appalaches）
- レ＝ゼチュマン郡（Les Etchemins）
- リスレット郡（L'Islet）
- ロットビニエール郡（Lotbinière）
- モンマニ郡（Montmagny）